# Рапа (Бихор)
Рапа (рум. Râpa) насеље је у Румунији у округу Бихор у општини Тинка. Oпштина се налази на надморској висини од 141 m.

## Становништво
Према подацима из 2002. године у насељу је живело 638 становника.

### Попис2002.
| Расподела становништва по националности 2002.‍ | Расподела становништва по националности 2002.‍ | Расподела становништва по националности 2002.‍ | Расподела становништва по националности 2002.‍ | Расподела становништва по националности 2002.‍ |
| --------------------------------------------- | --------------------------------------------- | --------------------------------------------- | --------------------------------------------- | --------------------------------------------- |
|                                               |                                               |                                               |                                               |                                               |
| Румуни                                        | Румуни                                        |                                               | 591                                           | 92,8%                                         |
| Роми                                          | Роми                                          |                                               | 46                                            | 7,2%                                          |